# Bereżki (obwód grodzieński)
Bereżki (biał. Бярэжкі; ros. Бережки) – wieś na Białorusi, w obwodzie grodzieńskim, w rejonie zelwieńskim, w sielsowiecie Zelwa.
W dwudziestoleciu międzywojennym miejscowość leżała w Polsce, w województwie białostockim, w powiecie wołkowyskim, w gminie Zelwa. 16 października 1933 utworzyła gromadę w gminie Zelwa. Po II wojnie światowej weszła w struktury ZSRR.